# لوچانا آنجولیلو
لوچانا آنجولیلو (انگلیسی: Luciana Angiolillo؛ زادهٔ ۲۲ دسامبر ۱۹۲۵) یک هنرپیشه اهل ایتالیا است. 
از فیلم‌ها یا برنامه‌های تلویزیونی که وی در آن نقش داشته است، می‌توان به زنی تنها، اسب تروآ ، عشق اول، عشق و ازدواج و دختری با یک چمدان اشاره کرد.